# Kokomo City
Pour les articles homonymes, voir Kokomo.
Pour plus de détails, voir Fiche technique et Distribution.
Kokomo City est un film documentaire américain réalisé, produit et monté par D. Smith, en 2023. Il explore la vie de quatre femmes noires transgenres, Liyah Mitchell, Daniella Carter, Dominique Silver et Koko Da Doll (en), et leurs expériences en tant que travailleuses du sexe à New York et en Géorgie.
Le film est présenté en première mondiale au festival du film de Sundance le 21 janvier 2023 et est sorti en salle le 28 juillet 2023 par Magnolia Pictures.